# Волхов (река)
Вижте пояснителната страница за други значения на Волхов.
Во̀лхов (на руски: Во́лхов) е река в северозападната част на Русия, преминаваща през Новгородска и Ленинградска области. Тя е единствената река, излизаща от езерото Илмен. Дължината ѝ е 224 км, площта на водосборния басейн – 80,2 хил. км2. Средният дебит на водата е 593 м3/сек (по някои данни – 586 м3/сек) и е силно променлив, като зависи най-вече от нивото на езерото Илмен. Заледяването е от края на ноември до началото на април. Плавателна е по цялата си дължина.

## География
Волхов протича през Приилменската низина и се влива в Ладожкото езеро, най-голямото езеро на Европа, като реката е вторият по големина негов приток. Волхов е свързана в горното си течение с река Мста чрез Сиверсовия канал, заобикалящ езерото Илмен. Долното течение е свързано с реките Нева, Сяс и Свир, чрез Новоладожкия канал, заобикалящ Ладожкото езеро. Равнището на Волхов се регулира от язовира на Волховската ВЕЦ (първия съветски регионален язовир, открит на 19 декември 1926 г.), разположен на 25 км от устието на реката. Освен за производството на ел. енергия, язовирът служи и като средство за спомагане на корабоплаването в долното течение на реката, известно преди това с бързеите си.
Главни притоци: десни – Вишера, Пчевжа, Чьорная и Оскуя, леви – Керест, Тигода и Оломна. На Волхов, по посока на течението, са разположени градовете Велики Новгород, Кириши, Нова Ладога и Волхов, както и няколко села.

## История
Според легендата за скитските князе Словен и Рус („Сказание о Словене и Русе и городе Словенске“), реката е наречена на името на най-стария син на Словен – Волхов. 
В средата на 9 век, Волхов е добре заселена търговска артерия на варягите. Реката е важна част от най-значимите търговски пътища, свързващи Северна Европа с Ориента, като тези по реките Волга (Волжкия търговски път) и Днепър (т. нар. „Път от варягите до гърците“).
След навлизането си във Волхов, близо до Горчаковшина и Любша, търговските кораби на викингите хвърляли котва край голямото тържище на Алдейгя (викингското название на Ладога). После са гребели срещу течението на реката, през поредицата бързеи, охранявани от укрепените поселища на Нови Дубовики и Городишче. Имало е още един охранителен пост в Холопи Городок, на 13 км северно от сегашния Новгород (викингите са го наричали Холмгард), който е основан близо до мястото, където Волхов започва от езерото Илмен.
„В началото повечето от тях са били малки градове, вероятно не по-големи от пунктове за поправяне и попълване на провизиите, осигуряващи възможности за размяна и преразпределение на стоки по реката и пътищата на керваните.“. 
Въпреки относително малкият си размер, река Волхов е играла важна роля в руската история и икономика – на реката се намират древната руска столица Стара Ладога, както и един от най-значимите градове в историята на Русия – Велики Новгород. Като признание за това, статуя, символизираща реката, е поставена сред алегоричните монументи на четирите главни реки на Русия, украсяващи колоните на архитектурния ансамбъл на сградата на старата фондова борса в Санкт Петербург.

## Любопитно
До построяването на Волховската ВЕЦ, реката е можела да променя посоката на течението си. Такъв случай е описан в един от Новгородските летописи. Обяснението е в това, че денивелацията от началото на реката до вливането ѝ в Ладожкото езеро е много малка. Когато в долното течение са падали силни дъждове или през есента се е образувало струпване на ледове, нивото на водата там е било по-високо, отколкото в горното. Затова и реката понякога е протичала наобратно, тоест към езерото Илмен. 

## Мостове през Волхов
Във Велики Новгород:
- Пешеходен мост
- Мост „Александър Невски“
- Колмовски мост

От Новгород до Чудово:
- Автомобилен мост по магистрала М10 (Европейски път Е105)
- Автомобилен мост по път Р53
- Железопътен мост по линията Санкт Петербург – Москва

От Чудово до Кириши:
- Автомобилен мост по път Р36

В Кириши:
- Двулентов автомобилен мост
- Железопътен мост по линията Санкт Петербург – Пестово – Москва
- Мост-тръбопровод

От Кириши до Волхов:
- Железопътен мост

В град Волхов:
- Бент на Волховската ВЕЦ
- Железопътен мост
- Два автомобилни моста

След Волхов:
- Автомобилен мост между селата Симанково и Плеханово
- Автомобилен мост по магистрала М18 (Европейски път Е105)